# Galaxy-Schema
Das Galaxy-Schema ist wie das Sternschema oder das Schneeflockenschema ein Datenmodell, das in OLAP-Systemen Anwendung findet.
Dabei gibt es im Gegensatz zum Stern- oder Schneeflockenschema mehrere Faktentabellen, die mit denselben Dimensionstabellen verknüpft sind. Dadurch können komplexere Unternehmenssituationen und die dabei entstehenden Kennzahlen implementiert werden.